# Jacewicze
Jacewicze – wieś w Polsce położona w województwie podlaskim, w powiecie bielskim, w gminie Bielsk Podlaski. Wchodzi w skład sołectwa Plutycze.
W latach 1975–1998 miejscowość administracyjnie należała do województwa białostockiego.

## Historia
Wieś królewska w starostwie bielskim w ziemi bielskiej województwa podlaskiego w 1795 roku.
Według Pierwszego Powszechnego Spisu Ludności, przeprowadzonego w 1921 roku, wieś Jacewicze zamieszkiwało 45 osób (23 kobiety i 22 mężczyzn) w 9 domach. Wszyscy mieszkańcy miejscowości zadeklarowali wówczas białoruską przynależność narodową oraz wyznanie prawosławne. W owym czasie miejscowość znajdowała się w gminie Wyszki.

## Inne
Wieś zamieszkiwana jest przez mniejszość białoruską. Mieszkańcy Jacewicz w codziennych kontaktach posługują się między sobą ukraińską gwarą podlaską, lecz w wyniku uwarunkowań historyczno-geograficznych nie wykształcili ukraińskiej tożsamości narodowej. W 1980 r. w Jacewiczach dokonano badań dialektologiczno-językowych pod kierunkiem Janusza Siatkowskiego, w ramach których odnotowano, że podstawowym środkiem porozumiewania się mieszkańców między sobą jest gwara o cechach ukraińskich.
Prawosławni mieszkańcy wsi przynależą do parafii pw. Świętych Apostołów Piotra i Pawła w niedalekim Rajsku, a wierni kościoła rzymskokatolickiego należą do parafii Wniebowstąpienia Pańskiego w Strabli.